# Kitakata
Kitakata (japanisch 喜多方市, -shi) ist eine Stadt in der Präfektur Fukushima in Japan.

## Geographie
Kitakata liegt nördlich von Aizu-Wakamatsu und südlich von Yonezawa.

## Geschichte
Kitakata entwickelte sich in der Edo-Zeit als ein Verwaltungssitz der Aizu-Domäne und als Markt. Traditionelle Geschäftsbereiche sind die Sake-Brauerei und die herstellung von Lackwaren. In neuerer Zeit kam Aluminium-Herstellung dazu. Farmprodukte sind Reis und Hopfen.
Kitakata erhielt am 31. März 1954 Stadtrecht.
Die Stadt ist berühmt für Ramen.

## Verkehr
- Straße:
  - Ban’etsu-Autobahn: nach Niigata
  - Nationalstraße 121: nach Yonezawa
- Zug:
  - JR Ban’etsu-Westlinie: Bahnhof Kitakata

## Angrenzende Städte und Gemeinden
- Aizu-Wakamatsu
- Bandai
- Yonezawa
- Shibata (Niigata)